# 부여군의 향토문화유산 (제101호 ~ 제200호)
부여군의 향토문화유산은 「문화재보호법」및 「충청남도 문화재 보호 조례」에 따라 국가나 도지정문화재로 지정되지 않은 것 가운데 인위적·자연적으로 형성된 향토적인 문화유산으로서 역사적·학술적·예술적·경관적 가치가 큰 것을 말하며 그 유형은 다음 각 목과 같다.
1. 향토유형문화유산: 건조물, 전적, 회화, 조각, 성곽, 명승지, 동·식물자생지, 민속자료, 고고학적 자료 등 유형의 문화적 소산으로서 향토문화유산 보존에 필요한 것
2. 향토무형문화유산: 연극, 음악, 무용, 공예기술, 의식, 음식 등 무형의 문화적 소산으로서 향토문화유산 보존에 필요한 것

## 제101호 ~ 제200호
| 번호    | 그림 | 명칭                                              | 소재지                           | 소유자 (관리자)                  | 지정·해제일자                                   | 비고 |
| ------- | ---- | ------------------------------------------------- | -------------------------------- | -------------------------------- | ----------------------------------------------- | ---- |
| 101호   |      | 세도 임채원 정려                                  | 부여군 세도면 장산리 363         | 평택임씨 문중                    | 2008년 12월 15일 지정                           |      |
| 102호   |      | 구룡 연안이씨 정려                                | 부여군 구룡면 죽교리 132-1       | 연안이씨 문중                    | 2008년 12월 15일 지정                           |      |
| 103호   |      | 부여 가탑리 부도                                  | 부여군 부여읍 동남리 산16-1      | 국립부여박물관                   | 2009년 12월 24일 지정                           |      |
| 104호   |      | 부여 고란사 석조입상                              | 부여군 부여읍 동남리 산16-1      | 국립부여박물관                   | 2009년 12월 24일 지정                           |      |
| 105호   |      | 부여 경찰서 서장관사                              | 부여군 부여읍 구교리 127-1       | 경찰청                           | 2009년 12월 24일 지정                           |      |
| 106호   |      | 세도 토성산성                                     | 부여군 세도면 사산리 산39        | 사유                             | 2009년 12월 24일 지정                           |      |
| 107호   |      | 장암 점상리산성                                   | 부여군 장암면 점상리 산168-1     | 사유                             | 2009년 12월 24일 지정                           |      |
| 108호   |      | 임천 이목치산성                                   | 부여군 임천면 점리 산69-1        | 사유                             | 2009년 12월 24일 지정                           |      |
| 109호   |      | 임천관아지                                        | 부여군 임천면 군사리 254         | 경찰청                           | 2009년 12월 24일 지정                           |      |
| 110호   |      | 홍산 금천 석홍교 중창비                           | 부여군 홍산면 북촌리 417         | 홍산초등학교                     | 2010년 12월 31일 지정                           |      |
| 111호   |      | 임천대교비                                        | 부여군 부여읍 동남리 364         | 부여군                           | 2010년 12월 31일 지정                           |      |
| 112호   |      | 충화 선조대왕 태실비                              | 부여군 충화면 오덕리 109-9       | -                                | 2010년 12월 31일 지정                           |      |
| 113호   |      | 부여 명혜공주 태실비                              | 부여군 부여읍 동남리 364         | -                                | 2010년 12월 31일 지정                           |      |
| 114호   |      | 규암성결교회 옛 교회당                            | 부여군 규암면 외리 183-4         | 규암성결교회                     | 2012년 8월 28일 지정                            |      |
| 115호   |      | 옛 석성 우체국                                    | 부여군 석성면 석성리 452-5       | 박형식                           | 2012년 8월 28일 지정                            |      |
| 116호   |      | 세양사                                            | 부여군 충화면 지석리 326-2       | 여산송씨지신공파문중             | 2012년 8월 28일 지정                            |      |
| 117호   |      | 이사명의 처 가림조씨 및 이희지의 처 연일정씨 정려 | 부여군 규암면 진변리 산3-1       | 부여군                           | 2012년 8월 28일 지정                            |      |
| 118호   |      | 손덕조 정려                                       | 부여군 충화면 지석리 315-2       | 손동철                           | 2012년 8월 28일 지정                            |      |
| 119호   |      | 방수간 정려                                       | 부여군 내산면 천보리 141-1       | 부여군                           | 2012년 8월 28일 지정                            |      |
| 120호   |      | 윤이·윤창수·윤갑 정려                             | 부여군 세도면 간대리 365-1       | 남원윤씨창의공파 윤정호          | 2012년 8월 28일 지정                            |      |
| 121호   |      | 세도 낭산사                                       | 부여군 세도면 수고리 582-2       | 풍양조씨신리파                   | 2014년 2월 5일 지정                             |      |
| 122-1호 |      | 부여 조응록 영정                                  | 부여군 부여읍 동남리 364         | 풍양조씨신리파                   | 2014년 2월 5일 지정                             |      |
| 122-2호 |      | 세도 조응록 영정 이모본                           | 부여군 세도면 수고리 582-2       | 풍양조씨신리파                   | 2014년 2월 5일 지정                             |      |
| 123호   |      | 부여 민제인 백마강부 각판                         | 부여군 부여읍 동남리 364         | 민강식                           | 2014년 2월 5일 지정                             |      |
| 124호   |      | 부여 김영강 가옥                                  | 부여군 부여읍 정동리 665         | 김영강                           | 2014년 2월 5일 지정                             |      |
| 125호   |      | 홍산 동아다방                                     | 부여군 홍산면 남촌리 160-2       | 김영빈                           | 2015년 10월 30일 지정                           |      |
| 126호   |      | 석성 전득우 재실                                  | 부여군 석성면 봉정리 786-1       | 남양전씨부윤공휘득우파종중       | 2015년 10월 30일 지정                           |      |
| 127호   |      | 임천 이이명 묘                                    | 부여군 임천면 옥곡리 314         | 전주이씨옥곡소제대종중           | 2015년 10월 30일 지정                           |      |
| 128호   |      | 규암 부산서원                                     | 부여군 규암면 진변리 산3-3       | 부산서원                         | 2015년 10월 30일 지정                           |      |
| 129호   |      | 충화 경주김씨 재실                                | 부여군 충화면 팔충리 17          | 경주김씨 첨정공파 종중           | 2016년 12월 7일 지정                            |      |
| 130호   |      | 세도 이강 묘 및 정려                              | 부여군 세도면 수고리 산 73-5     | 함안이씨 선무랑공파 종중         | 2016년 12월 7일 지정                            |      |
| 131호   |      | 부여 안동권씨 및 예천임씨 정려                    | 부여군 부여읍 정동리 산 21-1     | 안동권씨 화천군파 수사공 종중    | 2016년 12월 7일 지정                            |      |
| 132호   |      | 세도 조성일 부부 정려비                           | 부여군 세도면 동사리 229         | 풍양조씨 통덕랑공 후소파 종중    | 2016년 12월 7일 지정                            |      |
| 133호   |      | 규암 유대칭 묘                                    | 부여군 규암면 함양리 산 13-1     | 기계유씨 진사공파 종중           | 2016년 12월 7일 지정                            |      |
| 134호   |      | 규암 유창환 및 유치웅 묘                          | 부여군 규암면 함양리 산13-1      | 기계유씨 진사공파 종중           | 2016년 12월 7일 지정, 2019년 12월 20일 명칭변경 | ,    |
| 135호   |      | 세도 다근진나루 및 구경정                         | 부여군 세도면 간대리 639-1       | 간대2리마을회                    | 2017년 12월 26일 지정                           |      |
| 136호   |      | 양화 이민도 묘                                    | 부여군 양화면 원당리 산74-1      | 상주이씨종중                     | 2017년 12월 26일 지정                           |      |
| 137호   |      | 양화 순충사                                       | 부여군 양화면 원당리 425-3       | 상주이씨종중                     | 2017년 12월 26일 지정                           |      |
| 138호   |      | 세도 강의성 및 강희 정려                          | 부여군 세도면 귀덕리 산57        | 진주강씨초당공파종중 충순위공파  | 2017년 12월 26일 지정                           |      |
| 139호   |      | 충화 류희철 부부묘                                | 부여군 충화면 만지리 산50-1      | 문화류씨 녹후사공파 종중         | 2018년 10월 31일 지정                           |      |
| 140호   |      | 장암 무풍군 이총 사우 및 유물 일괄                | 부여군 장암면 정암리 498-3외     | 전주이씨 무풍군파 종회           | 2018년 10월 31일 지정                           |      |
| 141호   |      | 세도 안동 권씨 및 목천 상씨 정려                  | 부여군 세도면 동사리 산55        | 풍양조씨 동곡파 종중             | 2018년 10월 31일 지정                           |      |
| 142호   |      | 부여 황일호 사당                                  | 부여군 부여읍 가증리 48-1        | 창원황씨 충렬공파 종중           | 2019년 12월 20일 지정                           |      |
| 143호   |      | 부여 황신 묘                                      | 부여군 부여읍 저석리 산1-1       | 창원황씨 문민공파 종중           | 2019년 12월 20일 지정                           |      |
| 144호   |      | 임천 권각 정려                                    | 부여군 임천면 두곡리 산98        | 안동권씨 복야공파 종중           | 2019년 12월 20일 지정                           |      |
| 145호   |      | 내산 박장환·모 인동장씨 정려                      | 부여군 내산면 운치리 89-2        | 밀양박씨 화록공파 종중           | 2019년 12월 20일 지정                           |      |
| 146호   |      | 청난원종공신녹권                                  | 부여군 부여읍 서동로99번길 18-9  | 류경선                           | 2019년 12월 20일 지정                           |      |
| 147호   |      | 문화류씨 유물 일괄                                | 부여군 부여읍 서동로99번길 18-9  | 류경선                           | 2019년 12월 20일 지정                           |      |
| 148호   |      | 장암 조화진·손부 전주이씨 정려                    | 부여군 장암면 상황리 267-1       | 풍양조씨 화진파 종중             | 2019년 12월 20일 지정                           |      |
| 149호   |      | 은산 박영희 가옥                                  | 부여군 은산면 가곡리 132         | 박명호 외 1인                    | 2020년 4월 3일 지정                             |      |
| 150호   |      | 남면 동절사                                       | 부여군 남면 내곡리 산8-7         | 이언석                           | 2020년 4월 3일 지정                             |      |
| 151호   |      | 부여 부양재 및 신도비                             | 부여군 부여읍 금성로211번길 5-26 | 의성김씨 퇴암공파종문회          | 2020년 4월 3일 지정                             |      |
| 152호   |      | 은산 금공리 산신각                                | 부여군 은산면 금공리 산7-1       | 여흥민씨 내장원경공파종중 외 1인 | 2020년 4월 3일 지정                             |      |
| 153호   |      | 내산 이익태 묘                                    | 부여군 내산면 금지리 산4-1       | 연안이씨 야계공파종중            | 2020년 4월 3일 지정                             |      |
| 154호   |      | 남면 신교비                                       | 부여군 남면 대선리 56-7          | 부여군 (남면사무소)              | 2020년 4월 3일 지정                             |      |

## 참고 문헌
- 부여군 홈페이지 - 고시/공고